# Isla Escarpada (Malvinas)
La isla Escarpada (en inglés: Bluff Island) es una de las islas Malvinas. Se encuentra en la costa oeste de la isla Gran Malvina, sobre la bahía San Francisco de Paula, en cercanías del asentamiento de caleta de la Colina y enfrente de la punta Pie.